# Список супруг великих графов и королей Сицилии
Гербы
Список супруг великих графов и королей Сицилии — хронологический (по времени ношения титула) перечень имён жён сицилийских монархов. В него не вошли морганатические супруги — например, Бьянка Ланча (итал. Bianca Lancia), четвёртая и последняя жена короля Федерико I, брак с которой не был признан Церковью каноническим, из-за чего она не носила титула королевы Сицилии. В список также не включены супруги бывших монархов Сицилии, вышедшие за них замуж после утраты мужьями королевского титула — например, София фон Ландсберг (жена Коррадо II), Мария Кипрская и Элисенда де Монкада (третья и четвёртая жёны Джакомо I), великих графов Сицилии, королей Сицилии и королей Обеих Сицилий. В качестве приложения приводится список супруг глав королевского дома Обеих Сицилий, составленный по тому же принципу.
После отвоевания Готвилями у Фатимидов Сицилии в январе 1072 года было основано Великое графство Сицилия. Первой великой графиней Сицилии стала Юдит д’Эврё, супруга великого графа Рожера I.
В 1127 году великие графы Сицилии наследовали титул герцогов Апулии, и 25 декабря 1130 года оба феода были объединены в королевство Сицилия. Первой королевой Сицилии стала Эльвира Кастильская, супруга короля Рожера II.
После Сицилийской вечерни (1282 года) по условиям Кальтабеллотского договора 1302 года было на 2 части: островную (собственно остров Сицилия), которая именовалась «королевство Трианкрия», переходившая в качестве приданого его дочери Элеоноры под пожизненное управление её мужа Федериго II Арагонского, ставшего правителем этого королевства. Вторая, полуостровная, именуемая «королевство Сицилия», оставалась под управлением Карла II. 
При пресечении мужской линии правившего рода трон монархов Сицилии наследовался по женской линии, и новым королём становился супруг наследницы. В истории монархии на Сицилии известно три таких случая: Констанция I Сицилийская (Отвили), Констанция II Сицилийская (Гогенштауфены) и Мария Сицилийская (Барселонский дом)). Известен также случай, когда титул королевы Сицилии носили одновременно две женщины — Сибилла ди Ачерра, жена короля Танкреда, и Ирина Византийская, жена короля Рожера III, сына и соправителя Танкреда.
Некоторые королевы-консорты Сицилии были самостоятельными главами других королевств — либо после утраты титула королев-консортов Сицилии (Бланка I Наваррская), либо одновременно с ношением этого титула (Изабелла I Кастильская, Мария I Английская).
С 1516 по 1713 год титул королей и королев Сицилии носили короли и королевы Испании (с 1516 по 1700 год — из династии Испанских Габсбургов, с 1700 по 1713 год — из династии Испанских Бурбонов). По итогам Утрехтского мира 1713 года титул королей Сицилии перешёл к Савойскому дому. В 1720 году Савойский дом обменял Сицилию на Сардинию у династии Австрийских Габсбургов. В 1735 году титул королей и королев Сицилии снова перешёл к династии Испанских Бурбонов, из которых в 1759 году выделилась линия Неаполитанских Бурбонов.
8 декабря 1816 года Неаполитанское и Сицилийское королевства были объединены в королевство Обеих Сицилий. Титул короля Обеих Сицилий был учреждён Байоннскими кортесами ещё 20 июня 1808 года, и первой королевой, носившей его, была Каролина Бонапарт, супруга короля Иоахима Мюрата. Тем не менее, до создания королевства Обеих Сицилий этот титул имел лишь формальное значение, так как, несмотря на утрату в 1806 году Неаполитанского королевства, контроль за королевством Сицилия оставался у династии Неаполитанских Бурбонов. Первой легитимной королевой Обеих Сицилий стала Мария Изабелла Испанская, супруга короля Франческо I.
Последняя королева Обеих Сицилий, Мария София Баварская, супруга короля Франческо II, была королевой-консортом с 22 мая 1859 года по 20 марта 1861 года. После объединения Италии и низложения династии Сицилийских Бурбонов, с 20 марта 1861 года по настоящее время, жёны претендентов носят титул супруги главы королевского дома Обеих Сицилий.
С 7 января 1960 года главная линия претендентов разделилась на линию герцогов Кастро и линию герцогов Калабрии.

## Супруги великих графов и королей Сицилии

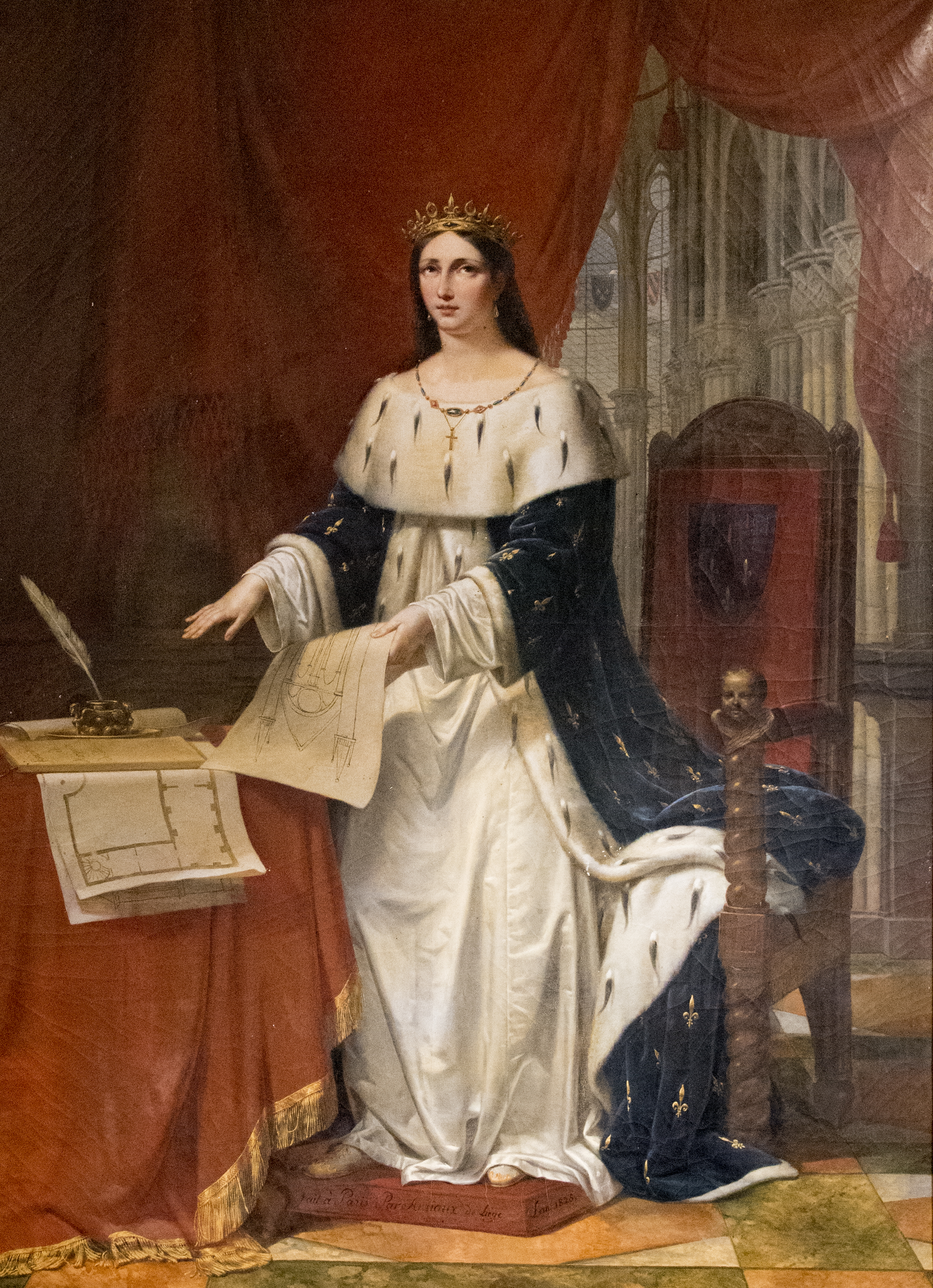
Маргарита Бургундская, королева Сицилии с 1268 по 1282 годы. Портретная фантазия художника XIX века

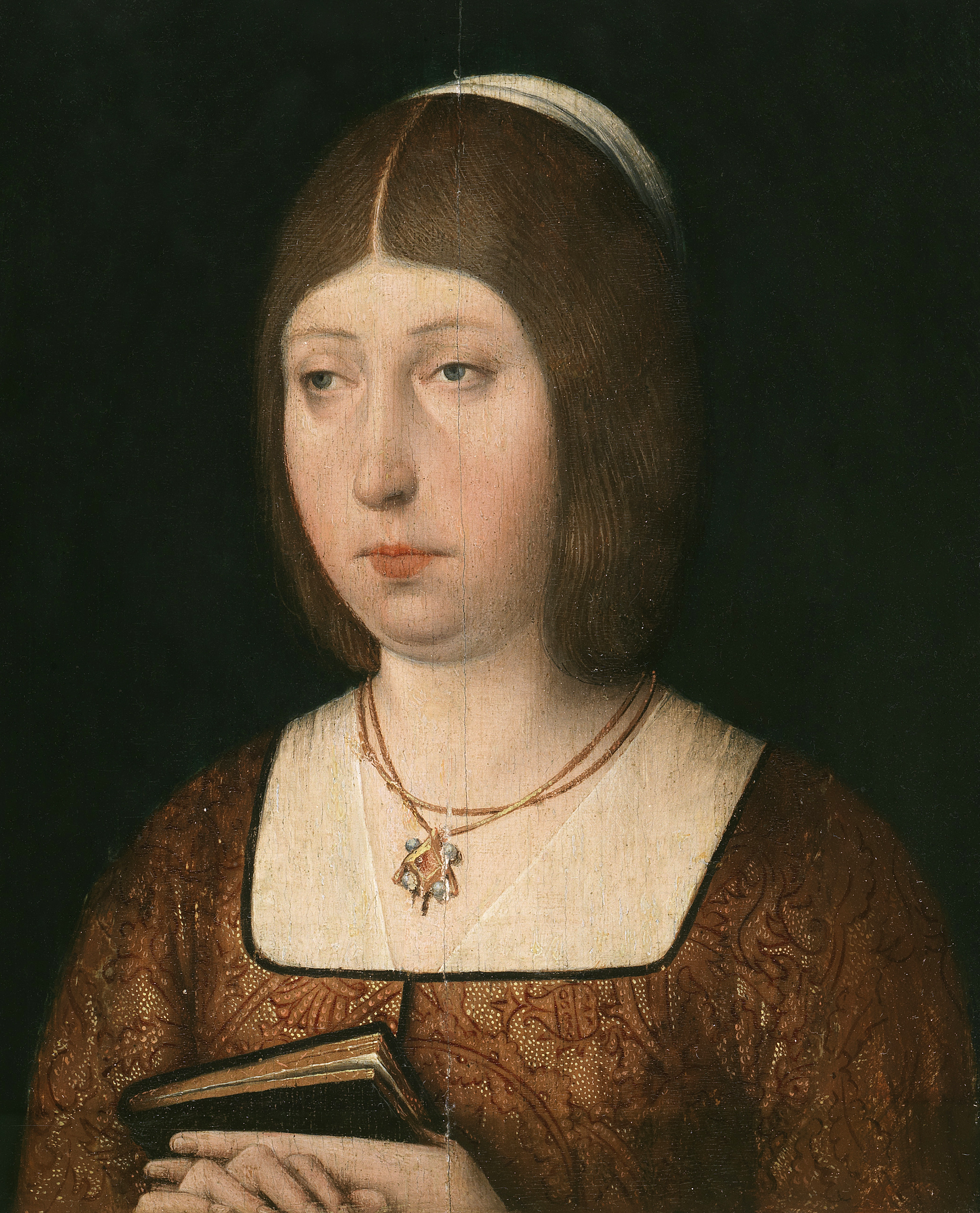
Изабелла Кастильская, королева Сицилии с 1469 по 1504

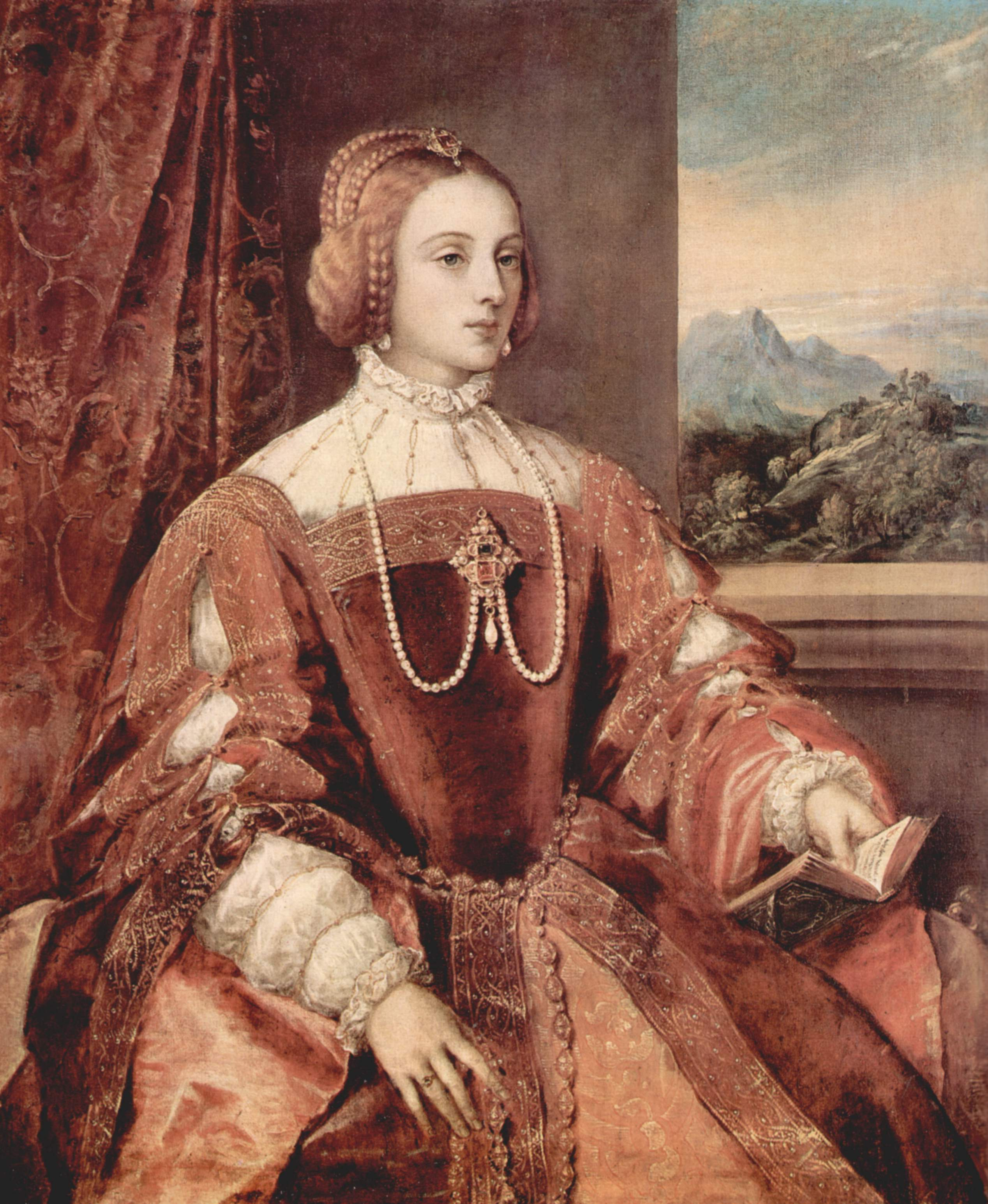
Изабелла Португальская, королева Сицилии с 1526 по 1539

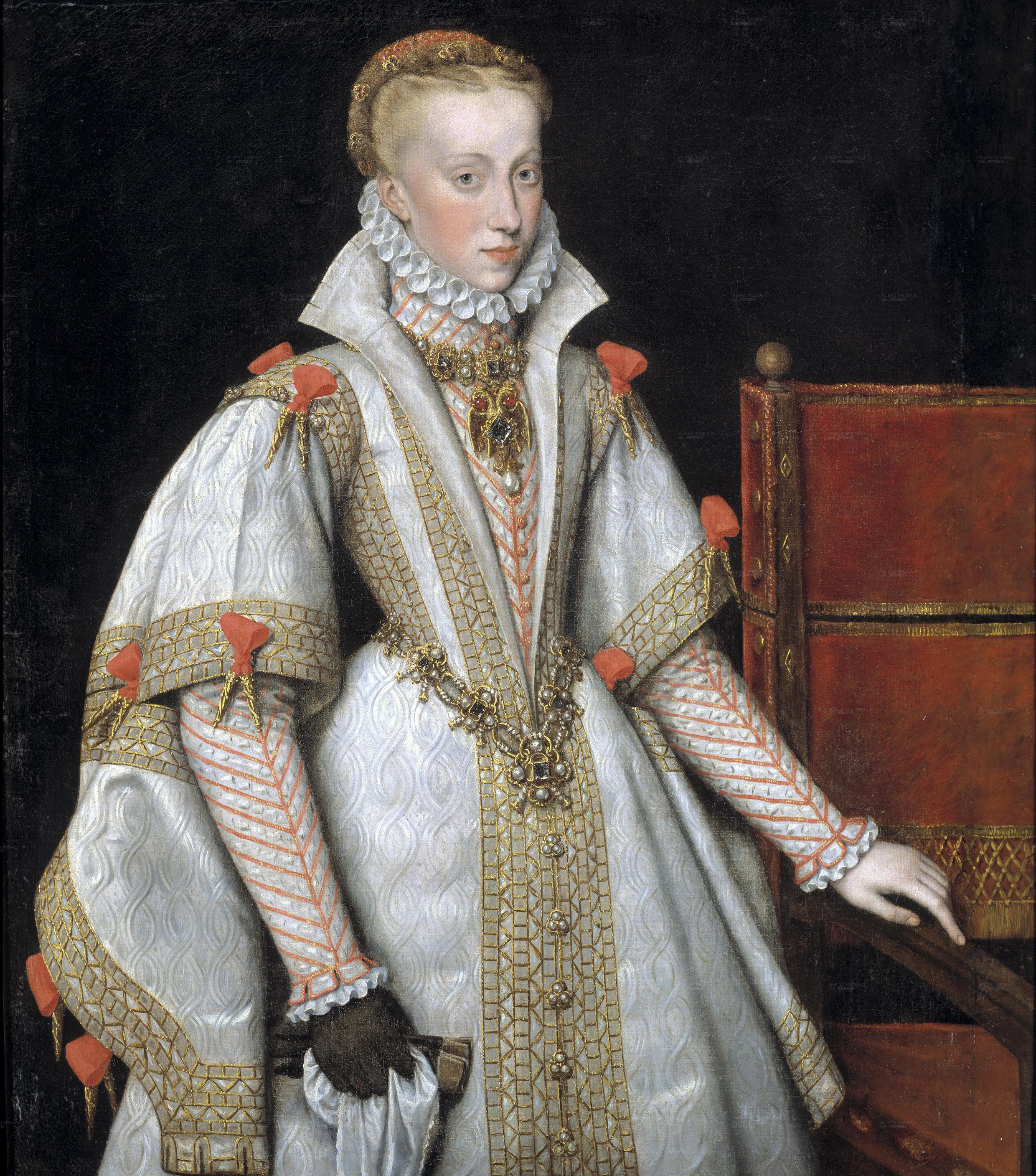
Анна Австрийская, королева Сицилии с 1570 по 1580

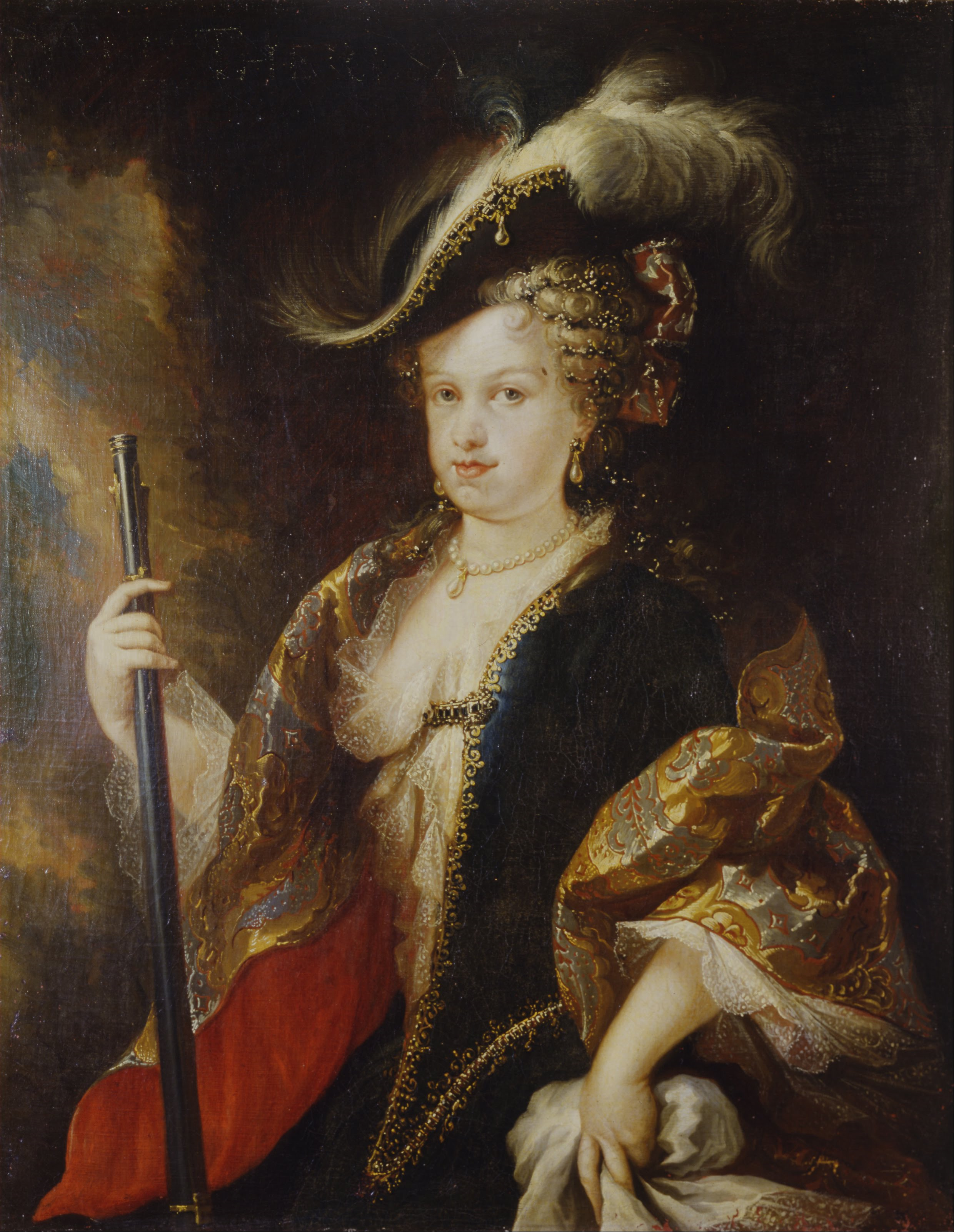
Мария Луиза Савойская, королева Сицилии с 1701 по 1713

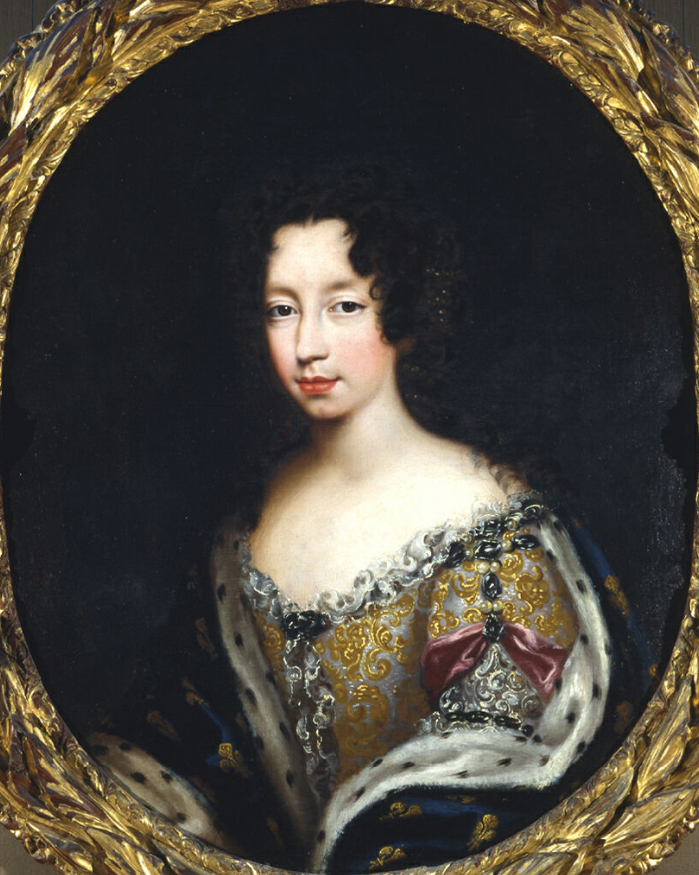
Мария Анна Орлеанская, королева Сицилии с 1713 по 1720

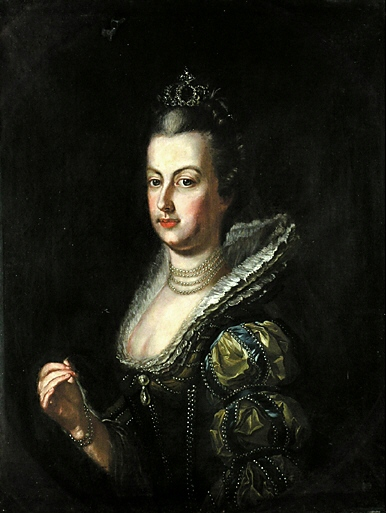
Елизавета Кристина Брауншвейг-Вольфенбюттельская, королева Сицилии с 1720 по 1735

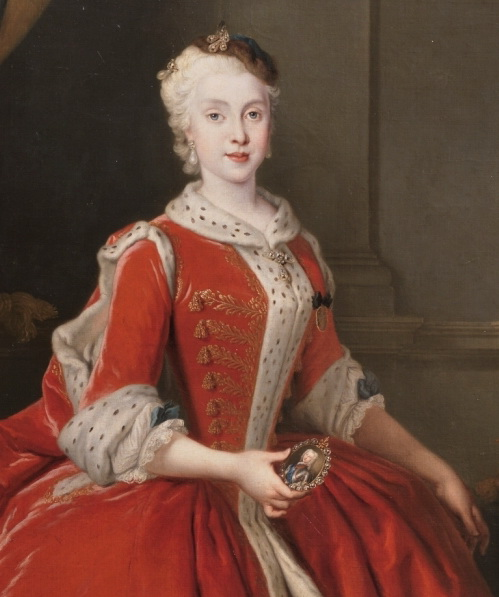
Мария Амалия Саксонская, королева Сицилии с 1738 по 1759

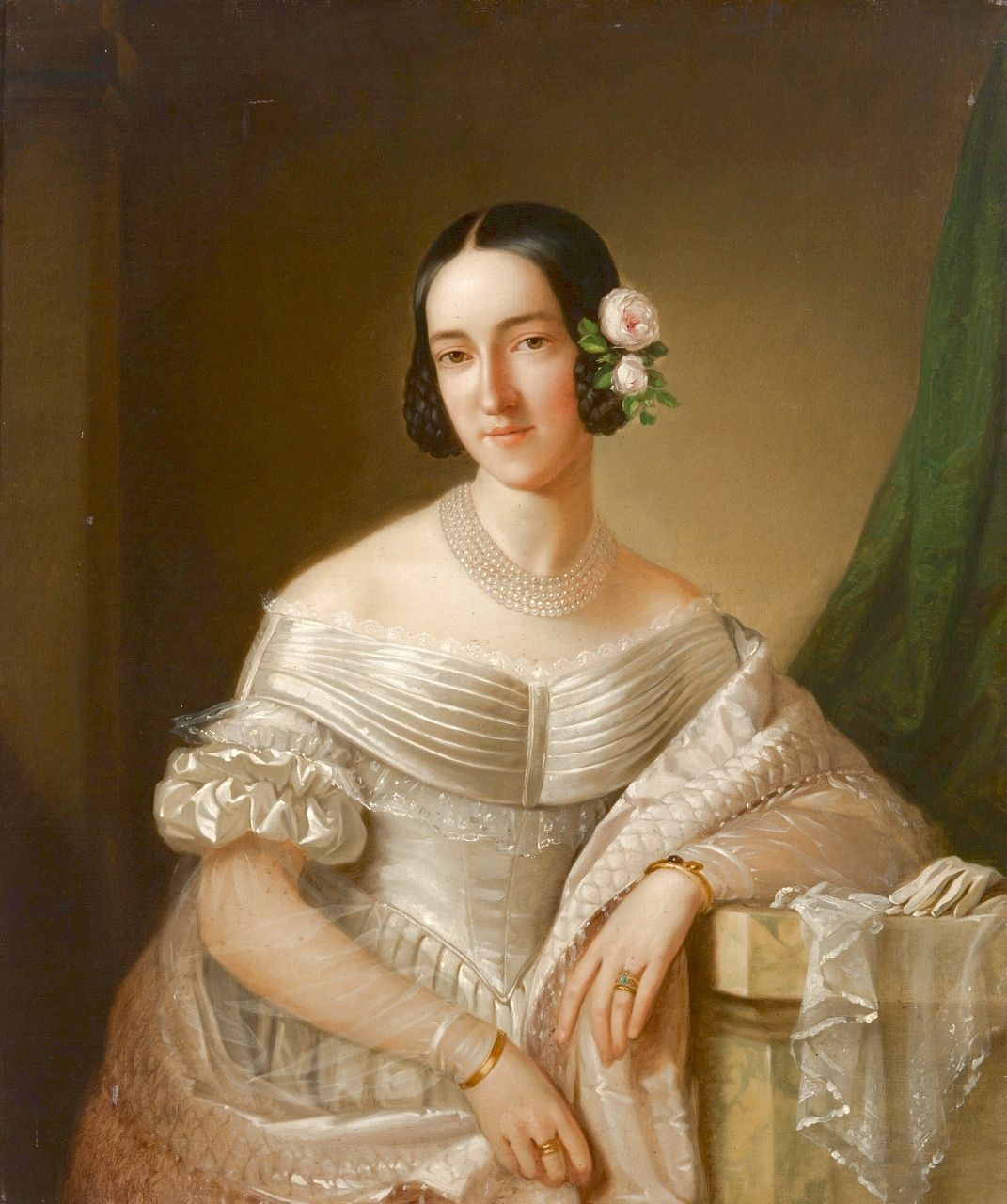
Мария Кристина Савойская, королева Обеих Сицилий с 1832 по 1836

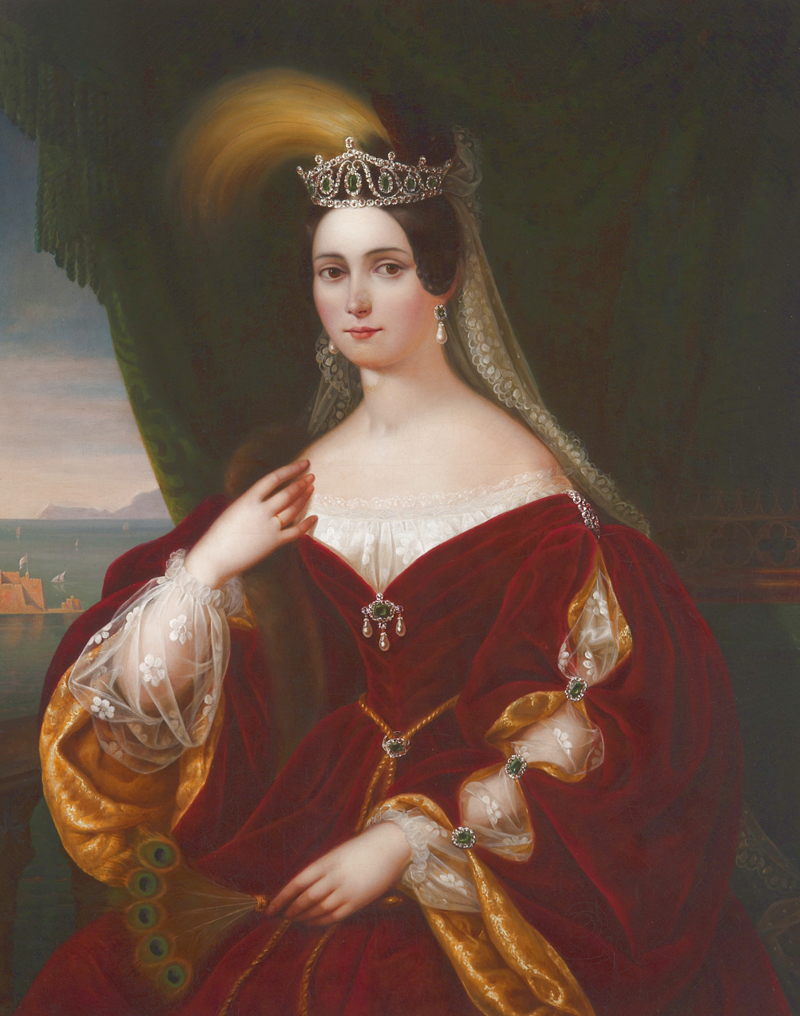
Мария Тереза Австрийская, королева Обеих Сицилий с 1837 по 1859

| Герб рода                         | Имя | Годы ношения титула                | Отец                                                | Дата брака            | Супруг | Династия                                |
| --------------------------------- | --- | ---------------------------------- | --------------------------------------------------- | --------------------- | --- | --------------------------------------- |
| Великие графини Сицилии 1072—1130 | |                                    |                                                     |                       | |                                         |
|                                   | Юдит (Джудитта) д’Эврё Giuditta d’Evreux (умерла в 1076)                                                     | 1072—1076                          | Вильгельм (Гильом), граф д’Эврё                     | ноябрь 1061           | Рожер I Ruggero I (около 1030 — 22 июня 1101) граф Сицилии с 1072 года | Готвили (Отвили) 1072—1130              |
|                                   | Эрембурга де Мортен Eremburga di Mortain (умерла около 1087)                                                 | 1077—1087                          | Гильом Герлан, граф де Мортен, или Роберт, граф д’Э | около 1077            | Рожер I Ruggero I (около 1030 — 22 июня 1101) граф Сицилии с 1072 года | Готвили (Отвили) 1072—1130              |
|                                   | Аделазия дель Васто Adelasia del Vasto (около 1072 — 16 апреля 1118)                                         | 1089/10190 — 1101 (регент до 1105) | Манфредо дель Васто, маркиз Савонны                 | 1089/1090             | Рожер I Ruggero I (около 1030 — 22 июня 1101) граф Сицилии с 1072 года | Готвили (Отвили) 1072—1130              |
|                                   | Эльвира Кастильская Elvira di Castiglia (1100/1104 — 8 февраля 1135)                                         | 1117—1130                          | Альфонсо VI, король Кастилии и Леона                | около 1117            | Рожер II Ruggero II (22 декабря 1095 — 22 июня 1101) граф Сицилии в 1105—1130 годах, король Сицилии с 1130 года | Готвили (Отвили) 1072—1130              |
| Королевы Сицилии 1130—1816        | |                                    |                                                     |                       | |                                         |
|                                   | Эльвира Кастильская Elvira di Castiglia (1100/1104 — 8 февраля 1135)                                         | 1130—1135                          | Альфонсо VI, король Кастилии и Леона                | около 1117            | Рожер II Ruggero II (22 декабря 1095 — 22 июня 1101) граф Сицилии в 1105—1130 годах, король Сицилии с 1130 года | Готвили (Отвили) 1130—1198              |
|                                   | Сибилла Бургундская Sibilla di Borgogna (около 1126 — 19 сентября 1150)                                      | 1149—1150                          | Гуго II, герцог Бургундии                           | 1149                  | Рожер II Ruggero II (22 декабря 1095 — 22 июня 1101) граф Сицилии в 1105—1130 годах, король Сицилии с 1130 года | Готвили (Отвили) 1130—1198              |
|                                   | Беатриче де Ретель Beatrice de Rethel (1130/1132 — 30 марта 1185)                                            | 1151—1154                          | Итье, граф Ретеля                                   | 1151                  | Рожер II Ruggero II (22 декабря 1095 — 22 июня 1101) граф Сицилии в 1105—1130 годах, король Сицилии с 1130 года | Готвили (Отвили) 1130—1198              |
|                                   | Маргарита Наваррская Margherita di Navarra (умерла в 1182)                                                   | 1154—1166                          | Гарсия IV, король Наварры                           | около 1150            | Вильгельм I Злой Guglielmo I il Malo (1120/1121 — 7 мая 1166)король Сицилии с 1154 года | Готвили (Отвили) 1130—1198              |
|                                   | Джоан (Джованна) Английская Giovanna d’Inghilterra (октябрь 1165 — 4 сентября 1199)                          | 1177—1189                          | Генрих II Плантагенет, король Англии                | 13 февраля 1177       | Вильгельм II Добрый Guglielmo II il Buono (декабрь 1153 — 18 ноября 1189) король Сицилии с 1166 года | Готвили (Отвили) 1130—1198              |
|                                   | Сибилла д’Акино Sibilla d’Aquino (до 1165 — 1205)                                                            | 1190—1194                          | Ринальдо д’Акино, сеньор ди Роккасекка              | до 1180               | Танкред Tancredi (около 1138 — 20 февраля 1194)король Сицилии с 1190 года | Готвили (Отвили) 1130—1198              |
|                                   | Ирина Ангелина Византийская Irina Bizantino (1180/1184 — 27 августа 1208)                                    | 1192—1193                          | Исаак II Ангел, император Византии                  | июль/август 1192      | Рожер III Ruggero III (около 1180 — 24 декабря 1193) король Сицилии с 1192 года | Готвили (Отвили) 1130—1198              |
|                                   | Констанция I, королева Сицилии Costanza I di Sicilia (2 ноября 1154 — 28 ноября 1198)                        | 1194—1198                          | Рожер II, король Сицилии                            | 27 января 1186        | Энрико I Enrico I (ноябрь 1165 — 28 сентября 1197) король Сицилии с 1194 года, римский король (под именем «Генрих VI») с 1169 года, император Священной Римской империи (под именем «Генрих V») с 1191 | Гогенштауфены (1194—1266)               |
|                                   | Констанция Арагонская Costanza d’Aragona (около 1184 — 23 июня 1222)                                         | 1209—1222                          | Альфонсо II, король Арагона                         | 1209                  | Федериго I Federico I (26 декабря 1194 — 13 декабря 1250) король Сицилии с 1198 года, римский король (под именем «Фридрих II») в 1193—1194 и 1212—1220 годах, император Священной Римской империи (под именем «Фридрих II») с 1220 года | Гогенштауфены (1194—1266)               |
|                                   | Изабелла (Иоланда) де Бриенн Jolanda di Brienne (конец 1212 — апрель/май 1228)                               | 1225—1228                          | Иоанн де Бриенн, император Латинской империи        | 9 ноября 1225         | Федериго I Federico I (26 декабря 1194 — 13 декабря 1250) король Сицилии с 1198 года, римский король (под именем «Фридрих II») в 1193—1194 и 1212—1220 годах, император Священной Римской империи (под именем «Фридрих II») с 1220 года | Гогенштауфены (1194—1266)               |
|                                   | Изабелла Английская Isabella d’Inghilterra конец 1214 — 1 декабря 1241                                       | 1235—1241                          | Иоанн Безземельный, король Англии                   | 15 июля 1235          | Федериго I Federico I (26 декабря 1194 — 13 декабря 1250) король Сицилии с 1198 года, римский король (под именем «Фридрих II») в 1193—1194 и 1212—1220 годах, император Священной Римской империи (под именем «Фридрих II») с 1220 года | Гогенштауфены (1194—1266)               |
|                                   | Елизавета Баварская Elisabetta di Baviera (около 1227 — 9/10 октября 1273)                                   | 1250—1254                          | Оттон II, герцог Баварии                            | 1 сентября 1246       | Коррадо I Corrado I (25 апреля 1228 — 12 мая 1254) король Сицилии с 1250 года, римский король (под именем «Конрад IV») с 1237 года | Гогенштауфены (1194—1266)               |
|                                   | Елена Эпирская Elena d’Epiro (около 1242 — 1271)                                                             | 1258—1266                          | Михаил II Комнин Дука, деспот Эпира                 | начало 1258           | Манфред Manfredi (1232 — 26 февраля 1266)король Сицилии с 1258 года | Гогенштауфены (1194—1266)               |
|                                   | Беатриса Прованская Beatrice di Provenza (1232/1234 — 23 сентября 1267)                                      | 1266—1267                          | Раймунд Беренгер IV, граф Прованса                  | 31 января 1246        | Карло I Carlo I (март 1227 — 7 января 1285) король Сицилии в 1266—1282 годах, король Неаполя с 1266 года | Анжу-Сицилийский дом 1266—1282          |
|                                   | Маргарита Бургундская Margherita di Borgogna (1249/1250 — 5 сентября 1308)                                   | 1268—1282                          | Эд Бургундский, граф Невера, Осера и Тоннера        | октябрь/ноябрь 1268   | Карло I Carlo I (март 1227 — 7 января 1285) король Сицилии в 1266—1282 годах, король Неаполя с 1266 года | Анжу-Сицилийский дом 1266—1282          |
|                                   | Констанция II, королева Сицилии Costanza II di Sicilia (1249/1250 — 8 апреля 1300)                           | 1282—1285                          | Манфред Сицилийский                                 | 13 июня 1262          | Пьетро I Pietro I (июль 1240 — 11 ноября 1285) король Арагона и Валенсии (под именем «Педро III») и граф Барселоны (под именем «Педро II») с 1276 года, король Сицилии с 1282 года | Арагонский (Барселонский) дом 1282—1410 |
|                                   | Изабелла Кастильская Isabella di Castiglia (1283 — 1328)                                                     | 1291—1295                          | Санчо IV Кастильский                                | 1291                  | Джакомо I Giacomo I (около 1264 — 3 ноября 1327) король Сицилии в 1285—1295 годах, король Арагона (под именем «Хайме II») с 1295 года, король Сардинии с 1324 года | Арагонский (Барселонский) дом 1282—1410 |
|                                   | Бланка Анжуйская Bianca d’Angiò (1283 — 13 октября 1310)                                                     | 1295—1296                          | Карл II Анжуйский                                   | 1 ноября 1295         | Джакомо I Giacomo I (около 1264 — 3 ноября 1327) король Сицилии в 1285—1295 годах, король Арагона (под именем «Хайме II») с 1295 года, король Сардинии с 1324 года | Арагонский (Барселонский) дом 1282—1410 |
|                                   | Элеонора Анжуйская Eleonora d’Angiò (1289 — 10 августа 1341)                                                 | 1303—1337                          | Карл II Анжуйский                                   | 26 мая 1303           | Федерико II (III) Federico II (III) (13 декабря 1273/1274 — 25 июня 1337) регент Сицилии в 1291—1295 годах, король Сицилии с 1295 года | Арагонский (Барселонский) дом 1282—1410 |
|                                   | Елизавета Каринтийская Elisabetta di Carinzia (около 1300 — 1349/1350)                                       | 1337—1342                          | Оттон III Каринтийский                              | 23 апреля 1323        | Пьетро II Pietro II (1305 — 1342) король Сицилии (Трианкрии) с 1337 года | Арагонский (Барселонский) дом 1282—1410 |
|                                   | Констанция Арагонская Costanza d’Aragona (около 1340 — июль/август 1363)                                     | 1361—1363                          | Педро IV Арагонский                                 | 11 или 15 апреля 1363 | Федерико III (IV) Federico III (IV) (1 сентября 1341 — 27 июля 1377) король Сицилии (Трианкрии) с 1355 года | Арагонский (Барселонский) дом 1282—1410 |
|                                   | Антония дель Бальцо Antonia del Balzo (умерла 23 января 1374)                                                | 1373—1374                          | Франческо дель Бальцо                               | 26 ноября 1373        | Федерико III (IV) Federico III (IV) (1 сентября 1341 — 27 июля 1377) король Сицилии (Трианкрии) с 1355 года | Арагонский (Барселонский) дом 1282—1410 |
|                                   | Мария, королева Сицилии Maria di Sicilia (1362 или 1363 — 25 мая 1401)                                       | 1377—1401                          | Федерико III Сицилийский                            | 1391                  | Мартино I Младший Martino I (25 июля 1374 — 25 июля 1409) король Сицилии с 1391 года | Арагонский (Барселонский) дом 1282—1410 |
|                                   | Бьянка (Бланка) Наваррская Bianca di Navarra (1385 — 3 апреля 1441)                                          | 1402—1409                          | Карл III Наваррский                                 | 26 ноября 1402        | Мартино I Младший Martino I (25 июля 1374 — 25 июля 1409) король Сицилии с 1391 года | Арагонский (Барселонский) дом 1282—1410 |
|                                   | Маргарита де Прадес Margherita di Prades (1387—1429)                                                         | 1409—1410                          | Педро де Прадес                                     | 17 сентября 1409      | Мартино II Старший Martino II (1356 — 31 мая 1410) король Арагона (под именем «Мартин I») с 1386 года, король Сицилии с 1409 года | Арагонский (Барселонский) дом 1282—1410 |
|                                   | Элеонора д’Альбукерке Eleonora d’Alburquerque (1374 — 16 декабря 1435)                                       | 1412—1416                          | Санчо Кастильский, граф д’Альбукерке                | 1393                  | Фердинандо I Ferdinando I (1379 — 2 апреля 1416) герцог Пеньяфьель и граф Майорги с 1390, граф д’Альбукерке с 1390, регент Кастилии с 1407, король Арагона и Сицилии с 1412 года | Трастамара 1412—1516                    |
|                                   | Мария Кастильская María di Castiglia (14 ноября 1401 — 4 сентября 1458)                                      | 1415—1458                          | Энрике III Кастильский                              | 12 июня 1415          | Альфонсо I Alfonso I (1394 — 26 июня 1458) король Арагона (под именем «Альфонсо V») и Сицилии с 1416 года, король Неаполя с 1442 года | Трастамара 1412—1516                    |
|                                   | Джованна Энрикес Giovanna Enríquez (1425 — 13 февраля 1468)                                                  | 1458—1468                          | Фадрике Энрикес                                     | 1 апреля 1444         | Джованни I Giovanni I (26 июня 1398 — 19 января 1476) король Наварры (под именем «Хуан II») с 1425 года, король Арагона (под именем «Хуан II») и Сицилии с 1458 года | Трастамара 1412—1516                    |
|                                   | Изабелла Кастильская Isabella di Castiglia (22 апреля 1451 — 26 ноября 1504)                                 | 1469—1504                          | Хуан II Кастильский                                 | 19 октября 1469       | Фердинандо II Католик Ferdinando II (10 марта 1452 — 23 января 1516)король Кастилии (по праву жены, под именем «Фернандо V») в 1471—1504 годах, король Арагона и Сицилии с 1476 года, король Неаполя (под именем «Ферранте III») с 1503 года, регент Кастилии и Леона с 1506 года                                                                                  | Трастамара 1412—1516                    |
|                                   | Джермана де Фуа Germana de Foix (около 1488 — 8 сентября 1536)                                               | 1505—1516                          | Жан де Фуа                                          | 19 октября 1505       | Фердинандо II Католик Ferdinando II (10 марта 1452 — 23 января 1516)король Кастилии (по праву жены, под именем «Фернандо V») в 1471—1504 годах, король Арагона и Сицилии с 1476 года, король Неаполя (под именем «Ферранте III») с 1503 года, регент Кастилии и Леона с 1506 года                                                                                  | Трастамара 1412—1516                    |
|                                   | Изабелла Португальская Isabella del Portogallo (24 октября 1503 — 1 мая 1539)                                | 1526—1539                          | Мануэль I Португальский                             | 10 марта 1526         | Карло II Carlo II (24 февраля 1500 — 21 сентября 1558) король Испании (под именем «Карл I»), Сицилии и Неаполя в 1516—1556 годах, император Священной Римской империи (под именем «Карл V») в 1520—1556 годах | Испанские Габсбурги 1516—1700           |
|                                   | Мария Английская Maria I d’Inghilterra (18 февраля 1516 — 17 ноября 1558)                                    | 1556—1558                          | Генрих VIII Английский                              | 24 июля 1554          | Филиппо I Filippo I (21 мая 1527 — 13 сентября 1598) король Испании (под именем «Филипп II»), Сицилии и Неаполя с 1556 года, король Португалии с 1581 года | Испанские Габсбурги 1516—1700           |
|                                   | Елизавета Французская Elisabetta di Francia (2 апреля 1546 — 3 октября 1568)                                 | 1559—1568                          | Генрих II Французский                               | 2 февраля 1560        | Филиппо I Filippo I (21 мая 1527 — 13 сентября 1598) король Испании (под именем «Филипп II»), Сицилии и Неаполя с 1556 года, король Португалии с 1581 года | Испанские Габсбурги 1516—1700           |
|                                   | Анна Австрийская Anna d’Austria (2 ноября 1549 — 26 октября 1580)                                            | 1570—1580                          | Максимилиан II, император Священной Римской империи | 12 ноября 1570        | Филиппо I Filippo I (21 мая 1527 — 13 сентября 1598) король Испании (под именем «Филипп II»), Сицилии и Неаполя с 1556 года, король Португалии с 1581 года | Испанские Габсбурги 1516—1700           |
|                                   | Маргарита Австрийская Margherita d’Austria (25 декабря 1584 — 3 октября 1611)                                | 1599—1611                          | Максимилиан II, император Священной Римской империи | 18 апреля 1599        | Филиппо II Filippo II (14 апреля 1578 — 31 марта 1621) король Испании (под именем «Филипп III»), Португалии, Сицилии и Неаполя с 1598 года. | Испанские Габсбурги 1516—1700           |
|                                   | Изабелла Французская Isabella di Francia (22 ноября 1602 — 6 октября 1644)                                   | 1621—1644                          | Генрих IV Французский                               | 25 ноября 1615        | Филиппо III Filippo III (8 апреля 1605 — 17 сентября 1665) король Испании (под именем «Филипп IV»), Сицилии и Неаполя с 1621 года, король Португалии в 1621—1640 годах. | Испанские Габсбурги 1516—1700           |
|                                   | Марианна (Мария Анна) Австрийская Maria Anna d’Austria (23 декабря 1634 — 16 мая 1696)                       | 1649—1665                          | Фердинанд III, император Священной Римской империи  | 7 октября 1649        | Филиппо III Filippo III (8 апреля 1605 — 17 сентября 1665) король Испании (под именем «Филипп IV»), Сицилии и Неаполя с 1621 года, король Португалии в 1621—1640 годах. | Испанские Габсбурги 1516—1700           |
|                                   | Мария Луиза Орлеанская Maria Luisa di Orléans (22 марта 1622 — 12 февраля 1689)                              | 1679—1689                          | Филипп I Орлеанский                                 | 2 июля 1679           | Карло III Carlo III (6 ноября 1661 — 1 ноября 1700) король Испании (под именем «Карл II»), Сицилии и Неаполя (под именем «Карло V») с 1665 года. | Испанские Габсбурги 1516—1700           |
|                                   | Мария Анна Пфальц-Нойбургская Maria Anna del Palatinato-Neuburg (28 октября 1667 — 16 августа 1740)          | 1690—1700                          | Филипп Вильгельм Пфальцский                         | 28 августа 1689       | Карло III Carlo III (6 ноября 1661 — 1 ноября 1700) король Испании (под именем «Карл II»), Сицилии и Неаполя (под именем «Карло V») с 1665 года. | Испанские Габсбурги 1516—1700           |
|                                   | Мария Луиза Габриэлла Савойская Maria Luisa Gabriella di Savoia (17 сентября 1688 — 14 февраля 1714)         | 1701—1713                          | Витторио Амедео II Савойский                        | 11 сентября 1701      | Филиппо IV Filippo IV (19 декабря 1683 — 9 июля 1746) король Испании (под именем «Филипп V»), король Неаполя и Сицилии в 1700—1713 годах | Испанские Бурбоны 1700—1713             |
|                                   | Анна Мария Орлеанская Anna Maria d’Orléans (май или август 1669 — 26 августа 1728)                           | 1713—1720                          | Филипп I Орлеанский                                 | апрель 1684           | Витторио Амедео Vittorio Amedeo (14 мая 1666 — 31 октября 1732) герцог Савойский с 1675 года, король Сицилии в 1713—1720 годах, маркиз Монферрато с 1713 года, король Сардинии с 1720 года | Савойский дом 1713—1720                 |
|                                   | Елизавета Кристина Брауншвейг-Вольфенбюттельская Elisabetta Cristina di Brunswick-Wolfenbüttel (1691 — 1750) | 1720—1734                          | Людвиг Рудольф Брауншвейг-Вольфенбюттельский        | 23 апреля 1708        | Карло IV Carlo IV (1 октября 1685 — 20 октября 1740) титулярный король Испании (под именем «Карлос III») в 1703—1714 годах, император Священной Римской империи (под именем «Карл VI»), король Чехии (под именем «Карел II») и Венгрии (под именем «Карл III») и эрцгерцог Австрии с 1711 года, король Неаполя в 1713—1735 годах, король Сицилии в 1720—1734 годах | Габсбурги 1720—1735                     |
|                                   | Мария Амалия Саксонская Maria Amalia di Sassonia (24 ноября 1724 — 27 сентября 1760)                         | 1759—1760                          | Август III Саксонский                               | 9 мая 1738            | Карло V Carlo V (20 января 1716 — 14 декабря 1788) герцог Пармы и Пьяченцы (под именем «Карло I») в 1731—1735 годах, король Неаполя (под именем «Карло VII») в 1734—1759 годах, король Сицилии в 1735—1759 годах, король Испании (под именем «Карлос III») с 1759 года                                                                                             | Неаполитанские Бурбоны 1735—1816        |
|                                   | Мария Каролина Австрийская Maria Carolina d’Austria (13 августа 1752 — 8 сентября 1814)                      | 1768—1814                          | Франц I, император Священной Римской империи        | 7 апреля 1768         | Фердинандо III Ferdinando III (12 декабря 1751 — 4 января 1825) король Сицилиив 1759—1816 годах, король Неаполя (под именем «Фернандо IV») в 1759—1806 и 1815—1816 годах, король Обеих Сицилий (под именем «Фернандо I») с 1816 года. | Неаполитанские Бурбоны 1735—1816        |
| Королевы Обеих Сицилий 1816—1861  | |                                    |                                                     |                       | |                                         |
|                                   | Изабелла (Мария Изабелла) Испанская Maria Isabella di Spagna (6 июля 1789 — 13 сентября 1848)                | 1825—1830                          | Карл IV Испанский                                   | 6 июля 1802           | Франческо I Francesco I (19 августа 1777 — 8 ноября 1830) король Обеих Сицилий с 1825 года | Сицилийские Бурбоны 1816—1861           |
|                                   | Мария Кристина Савойская Maria Cristina di Savoia (14 ноября 1812 — 31 января 1836)                          | 1832—1836                          | Виктор Эммануил I Сардинский                        | 21 ноября 1832        | Фердинандо II Ferdinando II (12 января 1810 — 22 мая 1859) король Обеих Сицилий с 1830 года | Сицилийские Бурбоны 1816—1861           |
|                                   | Мария Тереза Австрийская Maria Teresa d’Austria (31 июля 1816 — 8 августа 1867)                              | 1837—1859                          | Карл Людвиг Австрийский, герцог Тешенский           | 9 января 1837         | Фердинандо II Ferdinando II (12 января 1810 — 22 мая 1859) король Обеих Сицилий с 1830 года | Сицилийские Бурбоны 1816—1861           |
|                                   | Мария София Баварская Maria Sofia di Baviera (4 октября 1841 — 18 января 1925)                               | 1859—1861                          | Максимилиан Баварский                               | 8 января 1859         | Франческо II Francesco II (16 января 1836 — 27 декабря 1894) король Обеих Сицилий в 1859—1861 годах | Сицилийские Бурбоны 1816—1861           |

### Супруги глав королевского дома Обеих Сицилий

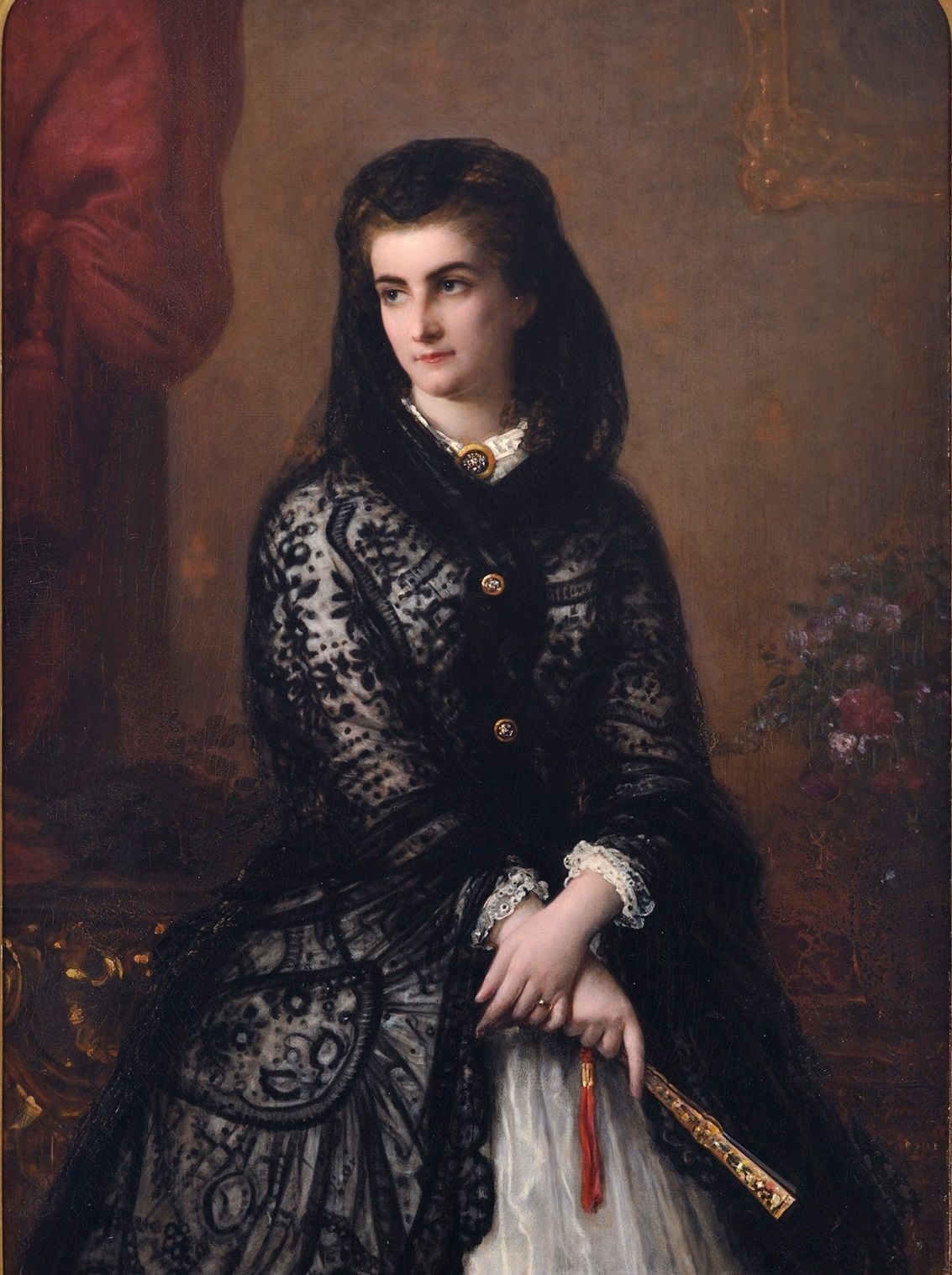
Мария София Баварская, королева Обеих Сицилий с 1859 по 1861, супруга главы королевского дома Обеих Сицилий с 1861 по 1894

| Герб рода                            | Имя | Годы ношения титула | Отец                                | Дата брака       | Супруг | Династия                                                      |
| ------------------------------------ | --- | ------------------- | ----------------------------------- | ---------------- | --- | ------------------------------------------------------------- |
| Главная линия 1861—1960              | |                     |                                     |                  | |                                                               |
|                                      | Мария София Баварская Maria Sofia di Baviera (4 октября 1841 — 18 января 1925)                                 | 1861—1894           | Максимилиан Баварский               | 8 января 1859    | Франческо II Francesco II (16 января 1836 — 27 декабря 1894) король Обеих Сицилий в 1859—1861 годах, глава Бурбон-Сицилийского дома с 1861 года                                                                                         | Сицилийские Бурбоны 1861 — настоящее время                    |
|                                      | Мария Антуанетта Бурбон-Сицилийская Maria Antonietta di Borbone-Due Sicilie (16 марта 1851 — 12 сентября 1938) | 1894—1934           | Франческо Бурбон-Сицилийский        | 8 июня 1868      | Альфонсо Бурбон-Сицилийский Alfonso di Borbone-Due Sicilie (28 марта 1841 — 26 мая 1934) граф ди Казерта, глава Бурбон-Сицилийского дома с 1894 года                                                                                    | Сицилийские Бурбоны 1861 — настоящее время                    |
|                                      | Мария Людовика Тереза Баварская Maria Ludovica Teresa di Baviera (6 июля 1872 — 10 июня 1954)                  | 1834—1954           | Людвиг III Баварский                | 31 мая 1897      | Фердинандо Пио Бурбон-Сицилийский Ferdinando Pio di Borbone-Due Sicilie (25 июля 1869 — 7 января 1960) герцог Калабрийский, глава Бурбон-Сицилийского дома с 1934 года                                                                  | Сицилийские Бурбоны 1861 — настоящее время                    |
| Линия герцогов Кастро 1960 — н. в.   | |                     |                                     |                  | |                                                               |
|                                      | Мария Каролина Замойска Maria Carolina Zamoyska (22 сентября 1896 — 9 мая 1968)                                | 1960—1966           | Анджей Пшемыслав Замойски           | 12 сентября 1923 | Раньери Бурбон-Сицилийский Ranieri di Borbone-Due Sicilie (3 декабря 1883 — 13 января 1973) герцог Кастро, глава Бурбон-Сицилийского дома с 1960 года                                                                                   | Сицилийские Бурбоны — Герцоги Кастро 1960 — настоящее время   |
|                                      | Шанталь де Шеврон-Виллет Chantal de Chevron-Villette (10 января 1925 — 24 мая 2005)                            | 1966—2005           | Жозеф Пьер де Шеврон-Виллет         | 22 июля 1949     | Фердинандо Мария Бурбон-Сицилийский Ferdinando Maria di Borbone-Due Sicilie (28 мая 1926 — 20 марта 2008) герцог Кастро, глава Бурбон-Сицилийского дома с 1966 года                                                                     | Сицилийские Бурбоны — Герцоги Кастро 1960 — настоящее время   |
|                                      | Камилла Крочани Camilla Crociani (родилась 5 апреля 1971)                                                      | 2008 — н. в.        | Камилло Крочани                     | 31 октября 1998  | Карло Бурбон-Сицилийский Carlo di Borbone-Due Sicilie (родился 24 февраля 1963) герцог Кастро, глава Бурбон-Сицилийского дома с 2008 года                                                                                               | Сицилийские Бурбоны — Герцоги Кастро 1960 — настоящее время   |
| Линия герцогов Калабрия 1960 — н. в. | |                     |                                     |                  | |                                                               |
|                                      | Алиса Бурбон-Пармская Alice di Borbone-Parma (13 ноября 1917 — 28 марта 2017)                                  | 1960—1964           | Элия Бурбон-Пармский                | 16 апреля 1936   | Альфонсо Мария Бурбон-Сицилийский Alfonso Maria di Borbone-Due Sicilie (20 ноября 1901 — 3 февраля 1964) инфант Испании, наследник испанской короны в 1904—1907 годах, герцог Калабрийский и глава Бурбон-Сицилийского дома с 1960 года | Сицилийские Бурбоны — Герцоги Калабрия 1960 — настоящее время |
|                                      | Анна Орлеанская Anna d’Orléans (родилась 4 декабря 1938)                                                       | 1965 — 2015         | Анри Орлеанский                     | 11 мая 1965      | Карло Мария Бурбон-Сицилийский Carlo Maria di Borbone-Due Sicilie (16 января 1948 — 5 октября 2015) инфант Испании, герцог Ното до 1964 года, герцог Калабрийский и глава Бурбон-Сицилийского дома с 1964 года                          | Сицилийские Бурбоны — Герцоги Калабрия 1960 — настоящее время |
|                                      | София Ландалус-и-Мельгарехо Sofía Landaluce y Melgarejo (родилась 23 ноября 1973)                              | 2015 — н. в.        | Хосе Мануэль де Ландалус-и-Домингес | 30 марта 2001    | Педро Бурбон-Сицилийский Pedro di Borbone-Due Sicilie (родился 16 октября 1968) герцог Ното до 2015 года, герцог Калабрийский и глава Бурбон-Сицилийского дома с 2015 года                                                              | Сицилийские Бурбоны — Герцоги Калабрия 1960 — настоящее время |

## Комментарии
1. ↑  Для удобства исследователи называют это королевство Сицилийским.
2. ↑  Хотя договор оговаривал, что после смерти Федериго «королевство Трианкрия» вернётся к Карлу и его наследникам, на практике оно так и осталось под управлением сицилийской ветви Арагонского дома.
3. ↑  Для удобства исследователи называют это королевство Наполитанским, список его правителей приведён в статье «Правители Неаполитанского королевства».
4. ↑  По этой причине в список не включено имя Мари-Жюли Клари (фр. Marie-Julie Clary), жены Жозефа Бонапарта, короля Неаполитанского, не имевшего титула короля Сицилии.
5. ↑  Мария Каролина Австрийская, жена короля Сицилии Фердинандо III, первого короля Обеих Сицилий под именем Фердинандо I, не носила этого титула, так как умерла в 1814 году, за два года до появления королевства Обеих Сицилий.
6. ↑  Роджера обычно называют «великий граф», однако неизвестно, было ли это его официальным титулом, поскольку он встречается только в поздних документах[16].
7. ↑  Констанция считалась правящей королевой Сицилии, однако при жизни мужа в управление королевством не вмешивалась. Только после его смерти в 1197 году в её руках оказалась вся полнота власти[37].
8. ↑  С 1212 года считалась правящей королевой Иерусалима, коронована была в 1225 году (под имненем «Изабелла II»[43][44].
9. ↑  Также после вступления в брак Изабелла была коронована как императрица Священной Римской империи[45].
10. ↑  После смерти отца в 1245 году стала графиней Прованса и Форкалькье[3][52].
11. ↑  Карл I и его преемники, управлявшие континентальной частью Сицилийского королевства, которую исследователи называют Неаполитанским королевством, продолжали использовать титул «король Сицилии».
12. ↑  Маргарита по собственному праву с 1273 года была графиней Тонерра, а также дамой де Монмирай и дю Перш[3].
13. 1 2 3 4 5  Также королева Арагона.
14. ↑  Официально была признана отцом наследницей Сицилийского королевства, который также присвоил ей титул королевы Сицилии. Однако в 1266 году его завоевал Карл I Анжуйский. Только в 1282 году её муж отвоевал островную часть Сицилийского королевства. После смерти мужа в 1285 году некоторое время была регентом при сыне Джакомо I, но вскоре ушла из общественной жизни[54].
15. ↑  Брак Изабеллы с Джакомо I так и не был консумирован из-за юного возраста невесты. Он был расторгнут в 1295 году. В 1311 году Изабелла вышла замуж за герцога Бретани Жана III[57].
16. ↑  Брак был заключён по условиям мирного соглашения между Джакомо I и королём Неаполя Карлом II Анжуйским[59].
17. ↑  Официально — «королева Трианкрии» (итал. regina di Trinacria). Брак был заключён по условиями Кальтабеллотского мирного договора 1302 года, урегулировавшего разделение Сицилийского королевства на 2 части. Островная часть, названная «Королевство Трианкрия», передавалось пожизненно Федерико II в качестве приданого Элеоноры Анжуйской[60].
18. ↑  Хотя формально Федерико был вторым королём Сицилии с таким именем, он в официальных документах именовал себя «Федерико III» (лат. Fredericus tercius)[61].
19. ↑  По условиям Кабелотского договора за Федерико был признан титул «король Трианкрии», в то время как титул «король Сицилии» продолжали использовать правители Неаполитанского королевства. Однако позже Федерико вновь стал именовать себя королём Сицилии[55][61].
20. ↑  Мария была правящей королевой Сицилии, взойдя на престол по договору, заключённым в 1372 году её отцом с королевой Неаполя Джованной I, что нарушало постановление короля Федериго II (III), по которому сицилийский престол могли наследовать только мужчины[67]. Во время её малолетства Сицилийским королевством управляли 4 викария. После брака с арагонским инфантом Мартином Младшим тот в 1392 году с помощью арагонского флота и армии смог вернуть королевскую власть на острове[68].
21. ↑  В 1391—1401 годах Мартин считался королём только по праву жены, после же смерти жены смог добиться, в том числе и на основе признания знатью династических прав Арагонской короны на Сицилийское королевство, признания себя в качестве полновластого короля[68].
22. ↑  В отсутствие мужа исполняла обязанности викирия (регента) Сицилийского королевства. После его смерти назначена новым королём, Мартином II Старшим, викарием. Управляла она королевством и во время Арагонского междуцарствия, пока новый король в 1413 году не заменил её на своего второго сына Хуана, который в итоге стал мужем Бланки. С 1425 года она была королевой Наварры (под именем «Бланка I») по собственному праву[69]. [70].
23. ↑  Отец короля Мартина I Младшего, вновь присоединивший Сицилийское королевство к владениям Арагонской короны[72].
24. ↑  Графиня д’Альбукерке, унаследовавшая богатые владения[73].
25. ↑  Также королева Арагона и Неаполя.
26. ↑  Также королева Арагона и Наварры
27. ↑  Также королева Арагона и Неаполя, а с 1513 года — виконтесса Кастельбо в собственном праве с 1513 года, генерал-лейтенант Валенсии в 1523—1526 годах года, вице-королева Валенсии с 1526 года. После смерти первого мужа ещё дважды была замужем[85].
28. ↑  Также королева Испании и императрица Священной Римской империи.
29. ↑  Королева Англии в собственном праве с 1553 года[89], а также королева Испании и Неаполя.
30. 1 2 3 4 5 6  Также королева Испании и Неаполя.
31. 1 2  Также королева Испании, Португалии и Неаполя.
32. ↑  Также герцогиня Савойская, затем королева Сардинии[107].
33. ↑  Также императрица Священной Римской империи, королева Чехии, Венгрии и Неаполя.
34. ↑  Также королева Неаполя, а затем Испании.
35. ↑  Также королева Неаполя.
36. 1 2  После смерти в 1960 году Фердинандо Пио Бурбон-Сицилийского, герцога Калабрийского, главой Бурбон-Сицилийского дома объявил себя его брат Раньери. Однако право на главенство в королевском доме оспорил племянник Альфонсо. Он был сыном старшего брата Раньери — Карлоса, второго сына графа ди Казерта, который, женившись на принцессе Астурийской, отказался от прав на Сицилийское наследние. Альфонсо утверждал, что после падения Испанской монархии отречение его отца потеряло силу, в чём его поддержал будущий король Испании Хуан Карлос I[136][137]. В итоге появились 2 ветви Бурбон-Сицилийского дома, оспаривающие главенство в нём.